# Dono
Dono is een bestuurslaag in het regentschap Tulungagung van de provincie Oost-Java, Indonesië. Dono telt 4641 inwoners (volkstelling 2010).